# Dorothea Neff
Pour les articles homonymes, voir Neff.
Dorothea Neff, née le 21 février 1903 à Munich et morte le 27 juillet 1986 à Vienne, est une actrice autrichienne. Après avoir fait ses débuts sur scène dans les années 1930, elle se tourne vers le cinéma et la télévision après la guerre jusqu'à son décès en 1986.
En 1979, elle reçoit le titre de Juste parmi les nations de la part de Yad Vashem pour avoir sauvé son amie juive Lilli Wolff, menacée de déportation, pendant la Seconde Guerre mondiale.

## Jeunesse
Dorothea Neff fait ses débuts scéniques à Ratisbonne et Aix-la-Chapelle puis au Staatstheater am Gärtnerplatz de Munich avant de finir par entrer au Volkstheater de Vienne. C'est lors de ses premières années à Cologne que Neff rencontre Lilli Wolff, qui est costumière avec qui elle entretient une relation amoureuse.

## Seconde Guerre mondiale
Alors qu'elle vit à Vienne depuis de nombreuses années, Neff reçoit la visite de Wolff qui lui demande de l'aide, celle-ci étant juive. On est en 1940 et Dorothea Neff lui trouve un logement avec une famille juive et la soutient financièrement pendant plusieurs mois.
En octobre 1941, lorsque Lilli Wolff reçoit son ordre de déportation, les deux femmes cherchent comment la cacher jusqu'à ce que Neff arrive à la conclusion que le seul moyen de sauver son amie est de la cacher chez elle. Elle raconte des années plus tard : « En regardant le visage pâle de Lilli, j'ai été submergée par la compassion pour ce pauvre humain que j'ai su que je ne pouvais pas la laisser affronter l'inconnue seule. »,. Pour que la Gestapo ne recherche pas Wolff, Neff écrit une fausse lettre de suicide qu'elle laisse en évidence dans l'appartement de son amie.
Pendant les trois années suivantes, Lilli Wolff vit dans une chambre du fond de l'appartement de Dorothea Neff. Pour subvenir à leurs besoins, Neff reçoit de l'aide de ses amies, la nourriture étant rationnée. Lorsque Lilli tombe malade, c'est le psychiatre Erwin Ringel, un ami de Neff, qui s'occupe d'elle.
Après la fermeture de théâtre de la ville, elle est affectée dans un atelier de couture d'uniformes où elle rencontre l'actrice Eva Zilcher (de) qui deviendra sa compagne jusqu'à sa mort.

## Après-guerre
Alors que Lilli Wolff déménage à Dallas aux États-Unis, Dorothea Neff fait carrière au Volkstheater avec notamment le rôle de la Grande-mère dans Légendes de la forêt viennoise de Ödön von Horváth, le rôle de Claire Zahanassian dans La Visite de la vieille dame de Friedrich Dürrenmatt ainsi que le rôle de la Mère dans La Mère de Bertolt Brecht.
Neff se tourne également vers le théâtre et la télévision jusqu'à son dernier rôle télévisuel dans Die Liebe Familie en 1981. Parmi ses rôles les plus importants se trouvent celui de Élisabeth Ire dans Marie Stuart de Leopold Lindtberg, de Miss Malleson dans Das Haus der Vergeltung de Rudolph Cartier et celui Mrs. Tancred dans Juno und der Pfau de Karl Fruchtmann en 1969.

### Dernières années
Bien qu'elle soit devenue aveugle en 1967, elle continue de jouer au Burgtheater. Elle interprète notamment Marthe Schwerdtlein dans Faust de Johann Wolfgang von Goethe ainsi que Élisabeth Ire dans Marie Stuart. Elle joue également le rôle de la Mère dans Blues for Mister Charlie (en) de James Baldwin. À la même période, elle commence à enseigner.
En 1979, Dorothea Neff reçoit le titre de Juste parmi les nations pour avoir sauvé Lilli Wolff pendant la guerre. En effet, elle n'a jamais parlé de son acte avant une interview accordé au magazine Die Furche en 1978.
Dorothea Neff meurt le 27 juillet 1986 à Vienne et est enterrée au cimetière central de Vienne avec Eva Zilcher (morte en 1994).

## Hommages
Elle est nommée membre honoraire du Volkstheater en 1978 et en sa mémoire le Dorothea-Neff-Prizen est décerné chaque année au meilleur artiste du théâtre.
En septembre 2011, le Volkstheater — où elle fait une grande partie de sa carrière — met en scène la pièce Du bleibst bei mir de Felix Mitterer. La pièce traite des quatre années de guerre pendant laquelle Dorothea Neff cache son amie juive dans son appartement viennois. La rôle de Dorothea est interprété par une de ses anciennes élèves Andrea Eckert et celui de Lilli par Martina Stilp.

## Filmographie
Sauf indication contraire, les informations mentionnées dans cette section peuvent être confirmées par la base de données cinématographiques IMDb,  présente dans la section « Liens externes ».

### Cinéma
- 1946 : Praterbuben de Paul Martin : Kärgli
- 1947 : La Maison chantante (Das singende Haus) de Franz Antel : Frl. Streusand
- 1948 : Gottes Engel sind überall de Hans Thimig : Pauline
- 1948 : Mademoiselle Bimbi (Das unmögliche Mädchen) de Ákos Ráthonyi : Frau Dreyer
- 1952 : Abenteuer in Wien de Emil-Edwin Reinert
- 1954 : Schicksal am Lenkrad de Aldo Vergano : Frau Friedler
- 1956 : ...und wer küsst mich? de Max Nosseck : une femme
- 1957 : Sissi face à son destin (Sissi - Schicksalsjahre einer Kaiserin) de Ernst Marischka
- 1958 : Eva küßt nur Direktoren de Rudolf Jugert
- 1959 : Éva ou Les carnets secrets d'une jeune fille (Die Halbzarte) de Rolf Thiele
- 1960 : Brigitte et les Hommes (Ich heirate Hern Direktor) de Wolfgang Liebeneiner : Frau Mahnke
- 1960 : Maître Puntila et son valet Matti (Herr Puntila und sein Knecht Matti) de Alberto Cavalcanti : Prêtresse

### Télévision
- 1957 : Maria Stuart de Leopold Lindtberg : Élisabeth Ire
- 1960-1961 : Familie Leitner : Frieda Leitner (14 épisodes)
- 1962 : Frau Suitner de Hermann Lanske et Gustav Manker : Commerçante
- 1962 : Einen Jux will er sich machen de Michael Kehlmann : Madame von Blumenblatt
- 1962 : Liebe im September de William Dieterle et Maria Rabenalt : Mrs. Colby
- 1964 : Das Haus der Vergeltung de Rudolph Cartier : Miss Malleson
- 1965 : Die letzten Tage der Menschheit de Leopold Lindtberg et Walter Davy
- 1965 : Panoptikum de Hannes Tannert : Princesse Clementine
- 1966 : Der Glückstopf de Wolfgang Liebeneiner : Madame Schilke
- 1967 : Der Befehl de Edwin Zbonek : Madame Cornelissen
- 1967 : Der Gürteli de Frank Guthke : Zarka
- 1969 : Blues für Mister Charlie de Leon Epp et Hermann Lanske : la mère de Henry
- 1969 : Juno und der Pfau de Karl Fruchtmann : Mrs Tancred
- 1980 : Familienalbum (1 épisode)
- 1981 : Die liebe Familie : Dorli (1 épisode)
- 1985 : Wind von Südost de Wolfgang Glück : Valerie
- 1987 : Francesca de Vérénice Rudolph